# 下出卓矢
下出卓矢（しもでたくや、1986年11月11日 - ）は、石川県出身の競艇選手（ボートレーサー）。登録番号は4415。支部は福井支部。168cm 55kg B型。弟は元競艇選手の下出秀明。

## 来歴
2013年10月29日　芦屋競艇場　一般戦　第4回ジャパンネット銀行賞　初優勝
2019年10月11日
平和島競艇 トーキョー・ベイ・カップでG1初優勝。